# Андреас Ґреґор
Андреас Ґреґор (нім. Andreas Gregor, 27 квітня 1955) — німецький академічний веслувальник.
Олімпійський чемпіон 1980 року в складі розпашної четвірки зі стерновим.
Чемпіон світу 1977 (розпашні четвірки зі стерновим), 1978 (розпашні четвірки зі стерновим), 1982 (розпашні четвірки зі стерновим), 1983 (розпашні двійки зі стерновим) років.